# Obélisque des Romanov
 (juin 2012).
Si vous disposez d'ouvrages ou d'articles de référence ou si vous connaissez des sites web de qualité traitant du thème abordé ici, merci de compléter l'article en donnant les références utiles à sa vérifiabilité et en les liant à la section « Notes et références ».

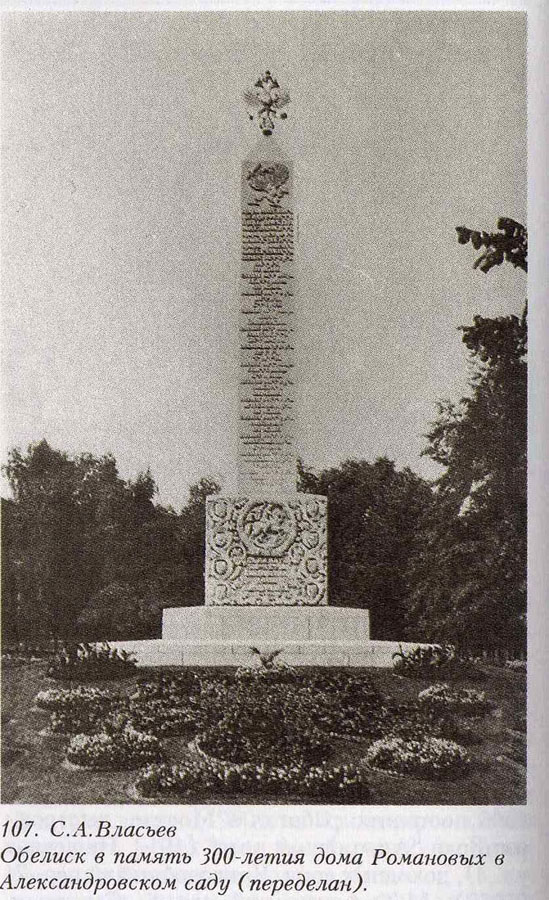
L'obélisque avant la révolution.

L’obélisque des Romanov est un monument situé dans le jardin Alexandre à Moscou. Érigé à l’occasion du tricentenaire de l'accession au trône de la Maison Romanov, il a été détourné par le pouvoir bolchévique en mémoire des précurseurs de la pensée socialiste (sous le nom d’obélisque des penseurs socialistes ou Monument aux combattants de la Liberté). Il reprend son aspect initial en 2013.

## Historique
Le monument, sous la forme d'un obélisque en granit de Finlande, est construit en 1914 pour célébrer le tricentenaire de la dynastie des Romanov (en 1913). Il est alors décoré de bas-relief représentant saint Georges, les armoiries des provinces russes et est couronné par l'aigle bicéphale impérial. Y sont inscrits les noms des tsars de la dynastie Romanov de Michel Ier de Russie à Nicolas II.

### Obélisque des penseurs socialistes

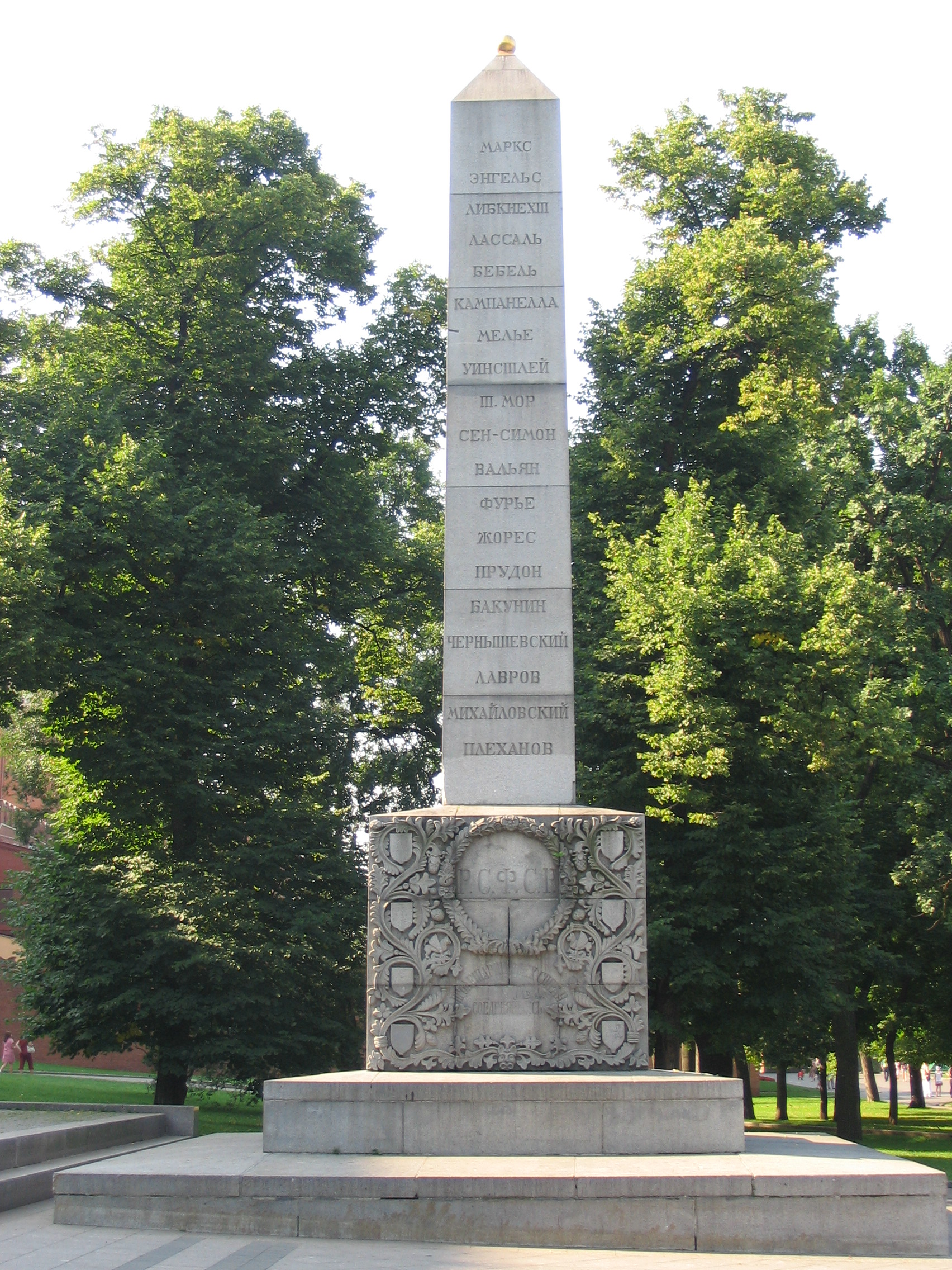
L'obélisque en 2008.

À la suite de la Révolution d'Octobre, le nouveau régime entreprend de détruire les monuments à la gloire des anciens monarques et de les remplacer par des monuments glorifiant la révolution et ses acteurs. Cependant, l'obélisque n'est pas détruit mais transformé en 1918 par l’architecte Nikolaï Vsevolojski et les éléments rappelant l'ancien régime sont enlevés. Les armoiries de la base du monument sont arasées et le cartouche central reçoit l'inscription « Р. С. Ф. С. Р. », abréviation de « Российская Советская Федеративная Социалистическая Республика », en français, RSFSR, République socialiste fédérative soviétique de Russie. En remplacement du nom des tsars, une liste de 19 noms, approuvés par Lénine, est gravée. Il s'agit de penseurs considérés comme des précurseurs de l'idéologie socialiste, cinq sont russes, les autres de divers pays (six Français, cinq Allemands, deux Anglais et un Italien), l'ordre n'est pas chronologique et tous sont morts avant l'établissement de la liste.

#### Inscriptions
De haut en bas on trouve :
- Маркс : Karl Marx
- Энгельс : Friedrich Engels
- Либкнехт : Wilhelm Liebknecht
- Лассаль : Ferdinand Lassalle
- Бебель : August Bebel
- Кампанелла : Tommaso Campanella
- Мелье : Jean Meslier
- Уинстлей : Gerrard Winstanley
- Т. Мор : Thomas More
- Сен-Симон : Claude Henri de Rouvroy de Saint-Simon
- Вальян : Édouard Vaillant
- Фурье : Charles Fourier
- Жорес : Jean Jaurès
- Прудон : Pierre-Joseph Proudhon
- Бакунин : Mikhaïl Bakounine
- Чернышевский : Nikolaï Tchernychevski
- Лавров : Piotr Lavrov
- Михайловский Nikolaï Mikhaïlovski
- Плеханов : Gueorgui Plekhanov

### Restauration

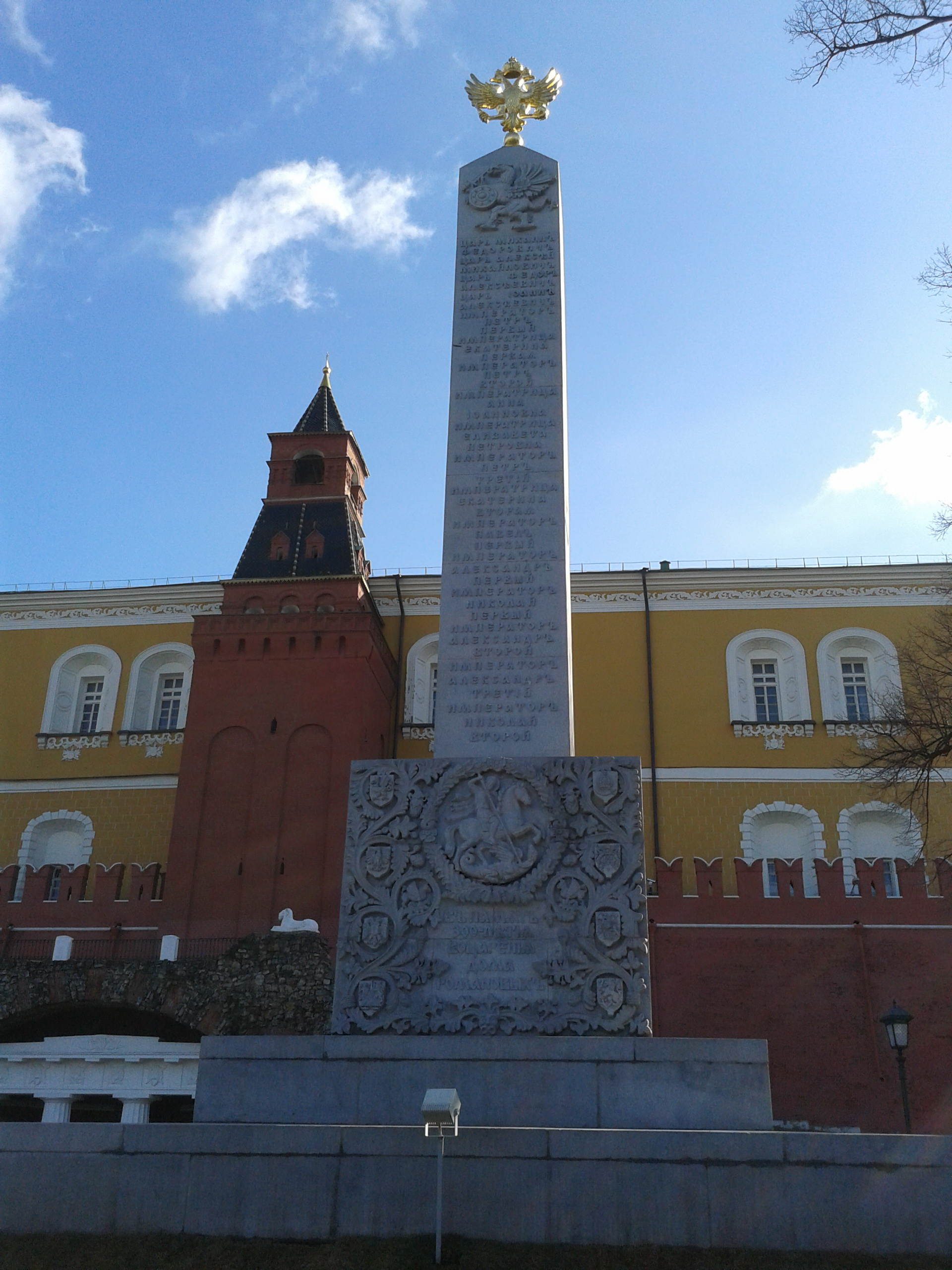
L’obélisque restauré en 2013.

Le 2 juillet 2013 l’obélisque est démonté afin d’être restauré. Fin octobre, l’obélisque est réinstallé dans le jardin Alexandre, orné de l’aigle bicéphale doré et avec les décorations originales.

## Sources, notes et références
1. ↑  (en) дядя Коля, « Разборка памятника с именами 19 социальных мыслителей (бывший памятник 300-летия Дома Романовых) », sur livejournal.com, Journal hitrovka,‎ 2 juillet 2013 (consulté le 27 septembre 2020).
2. ↑  « В Александровском саду разобрали революционный обелиск », sur lenta.ru (consulté le 27 septembre 2020).
3. ↑  « hitrovka.livejournal.com/89396… »(Archive.org • Wikiwix • Archive.is • Google • Que faire ?).